# Trempieren

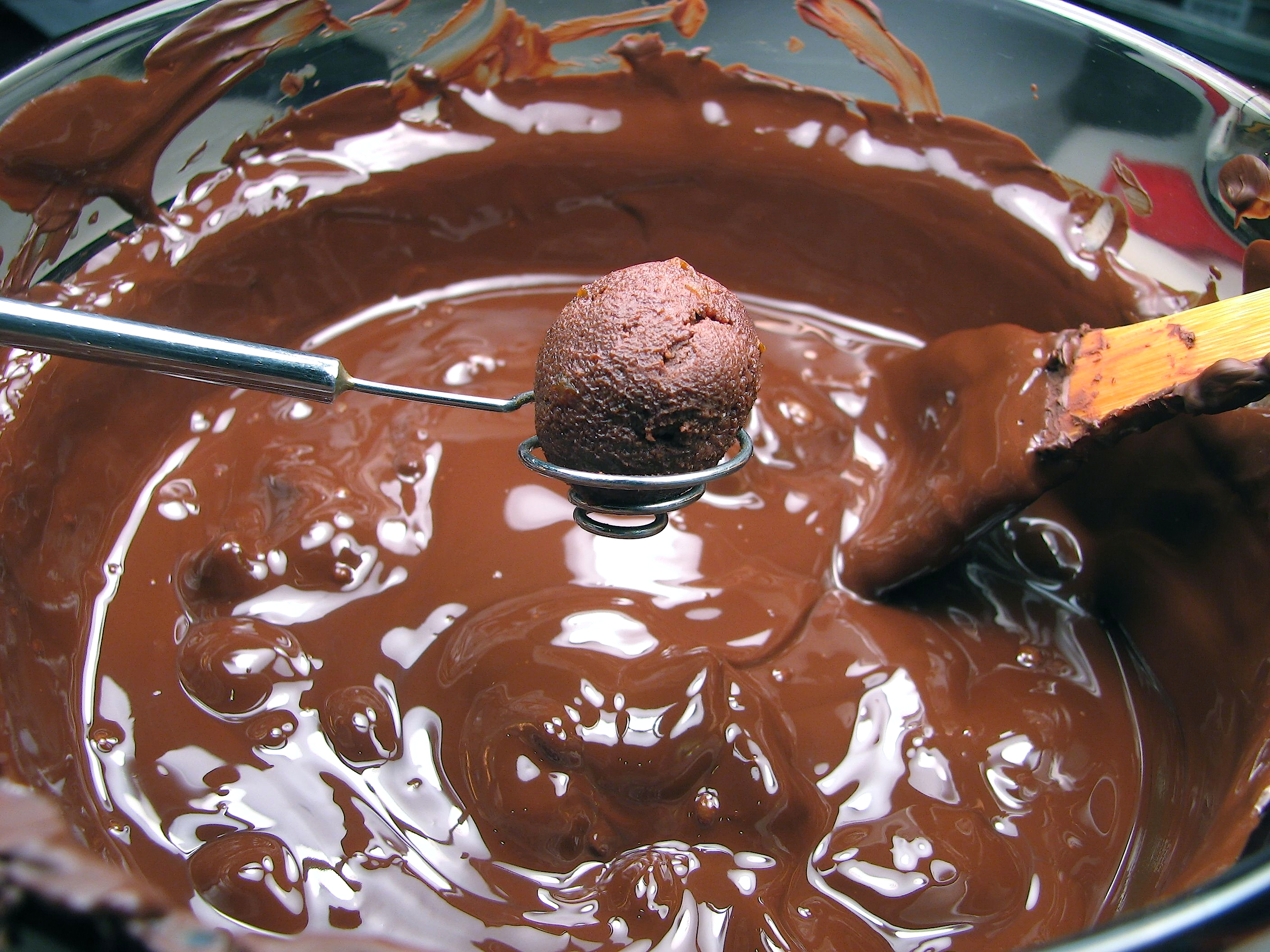
Trempieren einer (gefüllten) Trüffel in Kuvertüre, hier mit Hilfe einer spiralförmig ausgebildeten Trempiergabel

Als Trempieren (zu französisch tremper, „eintauchen“, „tunken“) bezeichnet man das Eintauchen von Konfekt oder Pralinen in einen Überzug, meist aus Kuvertüre.
Teils werden auch Früchte wie zum Beispiel frische ganze Erdbeeren trempiert. Wegen der Wasserhaltigkeit der Früchte sollte der Überzug möglichst dünn sein, um den „Schmelz“ der Schokolade beim Verzehr zu erhalten und ein ausgewogenes Geschmacksergebnis zu erreichen.
Zum fachgerechten Trempieren wird eine Trempiergabel (auch als Pralinengabel bezeichnet) benutzt, die zwei oder drei weit auseinander stehende Zinken besitzt, zwischen denen der Überzug gut abtropfen kann. Außerdem gibt es auch Trempiergabeln mit einem spiralförmig ausgebildeten Drahtkörbchen als Auflagefläche (siehe Bild).